# حکیم‌الله محسود
حکیم‌الله محسود رهبر جنبش طالبان پاکستان، موسوم به تحریک طالبان بود که پس از مرگ بیت‌الله محسود، به رهبری این گروه شبه نظامی رسید. حکیم الله محسود در شامگاه اول نوامبر ۲۰۱۳ میلادی بر اثر حمله پهپاد آمریکایی به استان وزیرستان شمالی پاکستان، کشته شد. شبکه خبری العربیه اعلام کرد که گروه طالبان خبر کشته شدن «حکیم‌الله محسود» رهبر طالبان پاکستان را تأیید کرده‌است.

## زندگینامه
وی در سال ۱۹۷۹ در مناطق قبیله‌ای فدرال پاکستان با نام واقعی جمشید محسود (به پشتو: جمشی محسود) به دنیا آمد. او پیش از مرگ بیت‌الله محسود در حملات هوایی پهپادهای آمریکا به مناطق قبایلی پاکستان، به عنوان رهبر یک گروهی شبه نظامی در پاکستان موسوم به فداییان اسلام پاکستان و نماینده این گروه در طالبان پاکستان در زمان زنده بودن بیت‌الله محسود بوده‌است. نام یا لقب دیگر وی ذوالفقار محسود
نیز بوده‌است.
در اواخر ژانویه ۲۰۱۲ میلادی، مقامات پاکستانی، خبری را در مورد مرگ حکیم‌الله محسود در اثر حملات هوایی هواپیماهای بدون سرنشین آمریکا به مناطق قبایلی پاکستان منتشر کردند. ابتدا این ادعا توسط سخنگویان رسمی طالبان پاکستان تکذیب شد. سران طالبان پاکستان، علت این شایعه‌پراکنی را ایجاد انشقاق و شکاف در صفوف طالبان پاکستان دانسته‌اند.
این در حالی‌ست که وی یکبار دیگر در تاریخ ۱۴ ژانویه ۲۰۱۰، از حملات هوایی پهپادهای آمریکا به مناطق قبایلی پاکستان جان سالم بدر برده بود. در پایان حکیم‌الله محسود در تاریخ ۱ نوامبر ۲۰۱۳ میلادی طی حملهٔ پهپادهای امریکایی کشته شد.